# Naval Air Weapons Station China Lake

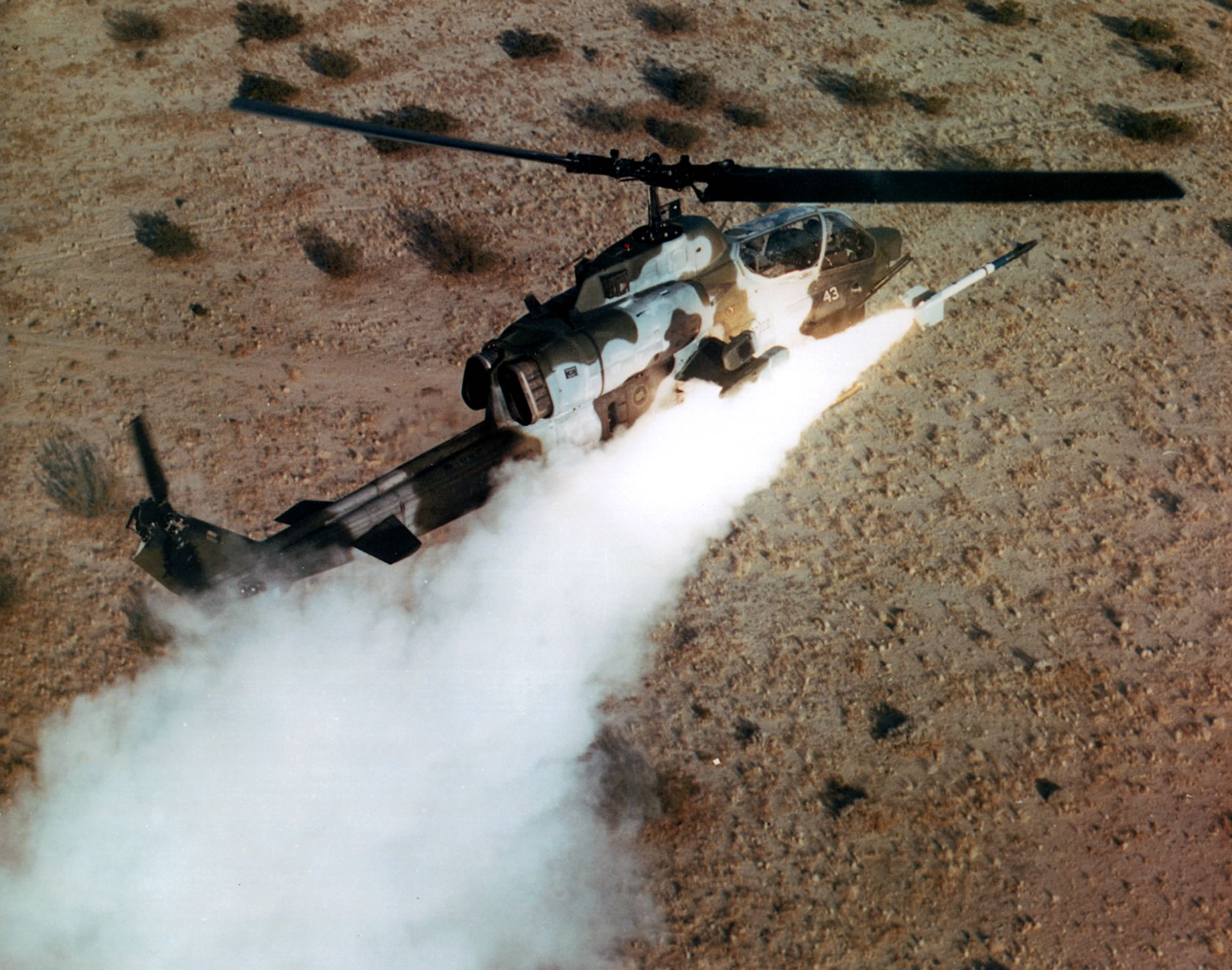
Sidewinder-Testabschuß (1987)

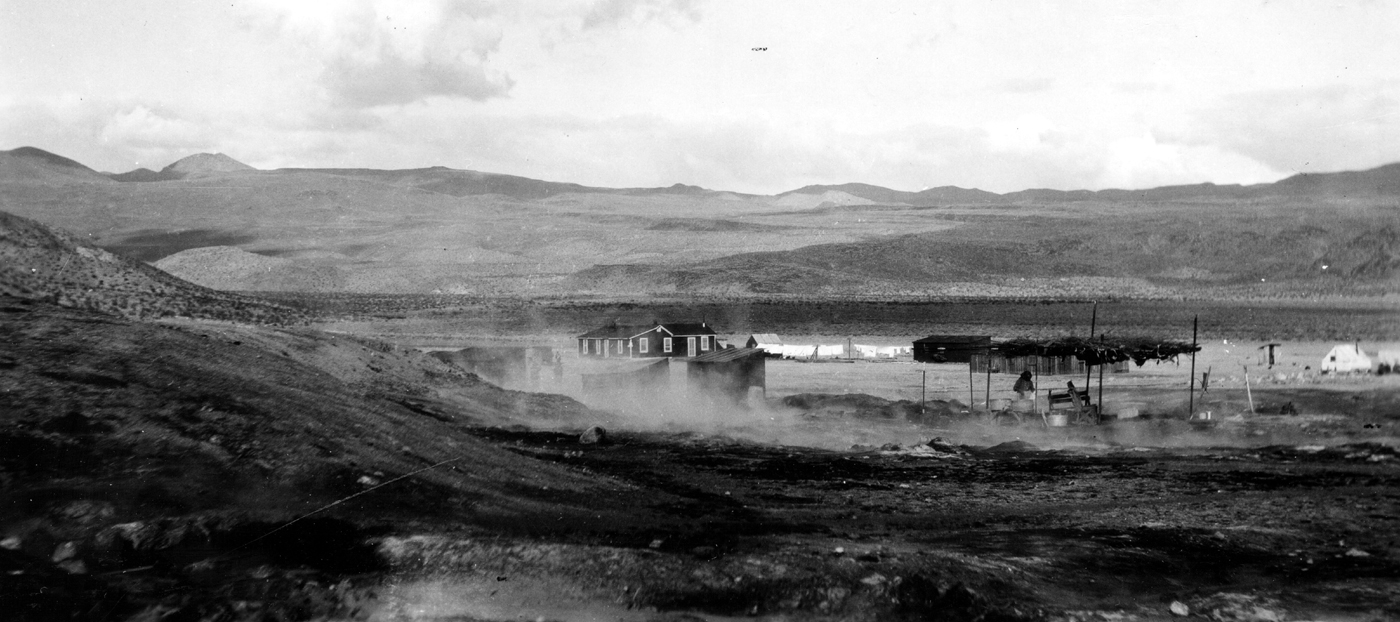
Ehemalige Ansiedlung in den 1920er Jahren

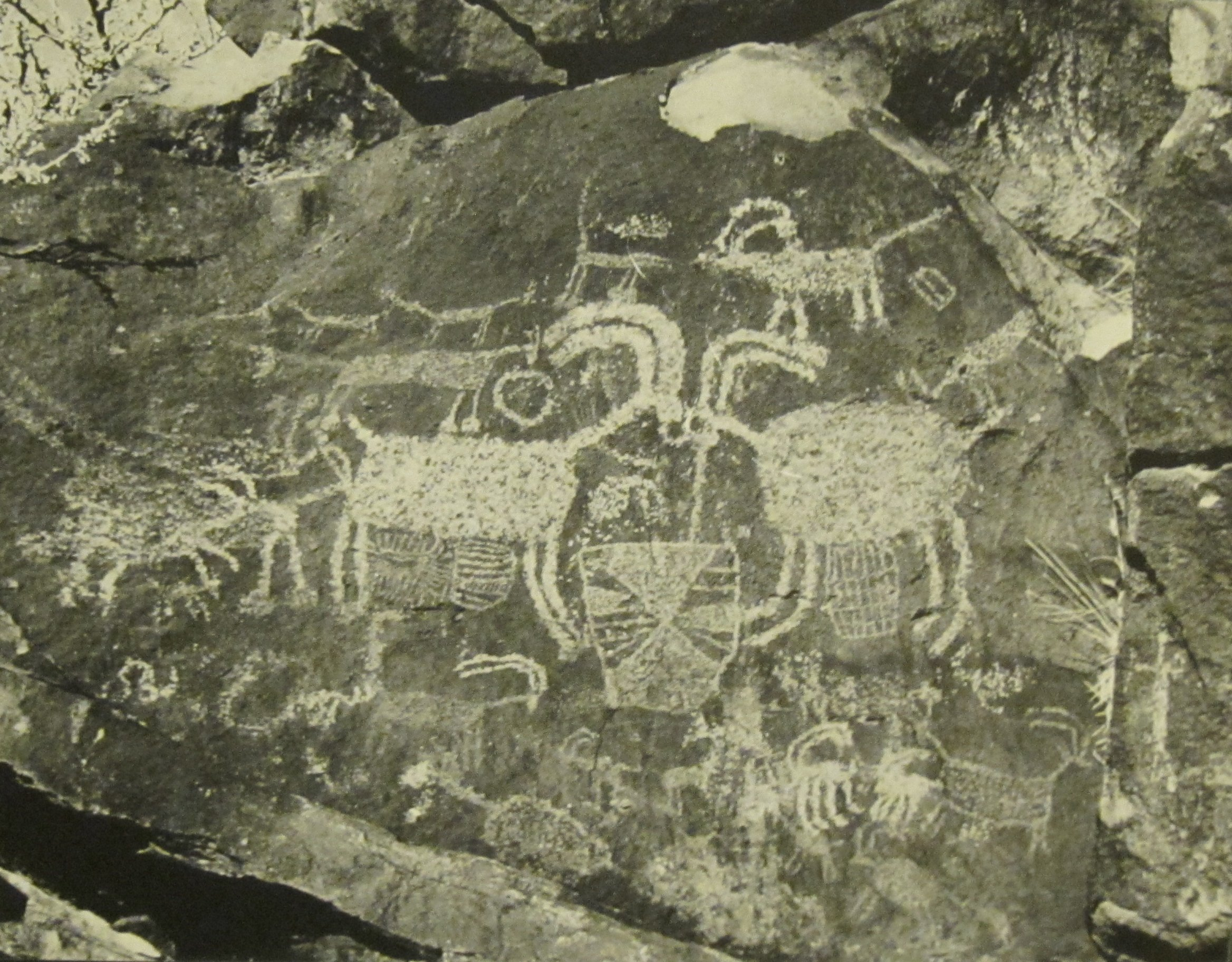
Petroglyphen

Die Naval Air Weapons Station China Lake ist ein Testgelände der US Navy in der westlichen Mojave-Wüste etwa 240 km nördlich von Los Angeles, ursprünglich auch als Naval Ordnance Test Station (NOTS) bekannt.

## Geografie
Die Gegend ist von Wüstenlandschaften vulkanischen Ursprungs geprägt. Heute noch aktive Geysire werden für Geothermie genutzt.

## Geschichte
Das Gebiet war ursprünglich die Heimat der Coso-Indianer,  deren Kultur ca. 16.000 Jahre zurückreichte, wie örtliche Funde von Petroglyphen belegen.
Diese nutzen die Vorkommen von Obsidian zur Herstellung von Pfeil- und Lanzenspitzen. Mehr als 10.000 Artefakte sind aus den Jahren 5.000–6.000 v. Chr. bekannt.
Während des Zweiten Weltkriegs wurden die nahezu unbesiedelten Wüstengebiete als Schießplatz für luftgestützte Waffen genutzt.
In den 1960er Jahren waren die letzten Indianerstämme abgesiedelt und in Reservate verbracht worden und 1967 entstand die Naval Air Weapons Station (Center) als ständige Einrichtung.